# Sandy (film, 1983)
Pour plus de détails, voir Fiche technique et Distribution.
Sandy est un film français réalisé par Michel Nerval, sorti en 1983.

## Fiche technique
- Titre français : Sandy
- Réalisation : Michel Nerval
- Scénario : Michel Nerval
- Photographie : Maurice Fellous
- Production : Alain Depardieu, Jean Lambert, Michel Nerval et Bernard Rozier
- Sociétés de production :    African Queen Productions, Paris Prociné
- Société de distribution : Sunset Distribution
- Pays d'origine :  France
- Format : Couleurs
- Genre :comédie
- Durée : 83 minutes
- Date de sortie : 27 avril 1983

## Distribution
- Sandy Stevenson : Zoe - Sandy
- Michel Galabru : Fernand
- Luis Rego : Ernest
- Henri Guybet : François
- Robert Castel : Bob
- Lucette Sahuquet : Paula
- Tchee : Marcel
- Mado Maurin : Madeleine
- Henri Poirier : Alex, l'imprésario
- Patricia Millardet : Catherine
- Jacques Monod : Le directeur du théâtre
- Philippe Le Mercier : Le batteur